# 陳立業
陳立業（英語：Lambert Chan Lap-yip，1965年9月25日—），聯合國兒童基金會香港委員會總幹事、香港城市大學客座教授、香港理工大學客座助理教授、謝瑞麟珠寶前執行董事兼副行政總裁及首席營運總監、香港福音唱作歌手（自1989年起）。他曾經是香港福音經典組合「轉捩點」的成員。

## 背景

### 早年生活
陳立業生於小康之家，家有一兄，父親在中港兩地經營貿易及工廠生意。陳立業畢業於昔日位於北角邨西座的渣華道官立學校（1977年小六），在校時已於小學五年級，即1975年參加校際唱歌比賽（初級組天才表演），獲得冠軍獎項。他後來升讀位於西營盤的育才中學（1982年中五）。畢業後於1982年負笈加拿大伊利堡（Fort Erie）入讀 Niagara Christian College（現為 Niagara Christian Community of Schools / Niagara Christian Collegiate）Grade 13 課程一年，再升讀多倫多大學修讀經濟系文學士課程（副修地理學）至1986年畢業。

### 事業發展
陳立業畢業後在多倫多一間大型印刷機公司Heidelberg Canada任職物流行政支援員，三年後回港發展。他從事過 CooperVision 隱形眼鏡市場推廣及銷售工作。於1990年加入香港電訊，並於1994年由市場推廣主任晉升至市場及銷售部總經理和為香港移動通訊推出了One2free品牌。基於其獨特的營銷策略，加上於1997年主理由郭富城、蒙嘉慧以及雪兒主演的香港首個互動電視廣告，令他獲獎無數，其中一項為香港管理學會／TVB傑出市場策劃獎三十周年大獎。。到了1999年，陳立業轉職花旗銀行（當時為萬國寶通投資管理（亞洲））董事及退休金業務主管他修讀法國歐洲工商管理學院高級管理人員工商管理文憑以及清華大學管理進修文憑。
陳立業之後在2000年任職盈科天馬動力營運總裁。翌年8月轉職香港旅遊發展局市場推廣總經理，負責開發推廣香港景點，例如香港迪士尼樂園、幻彩詠香江、昂平360等，大型活動方面計有香港國際花車巡遊、繽紛冬日節、美食之最大賞等。他在其任內推出「Q嘜」優質旅遊服務計劃。直到2007年，他在香港星展銀行出任香港信用卡及私人貸款業務董事總經理，為期一年半。但在2008年因為金融海嘯而被裁員。於2009年至2010年以顧問身份提出管理諮詢。其後六年，陳立業加入謝瑞麟珠寶成為首席營運總監，並於2013年晉升為執行董事及副行政總裁（業務），至2016年5月底離任。2017年，他出任美國一個商業研究組織 The Conference Board 「Asia-Pacific Communication and Marketing Council」的Program Director，又是美國GLG格理集團（Gerson Lehrman Group）的專家智庫的專家之一。
陳立業投身商界三十多年來，曾任職多間跨國企業高層，贏取過多項國際及香港管理及市務推廣大獎包括：Cable & Wireless Chief Executive Award、PATA Tourism Award、EFFIE Award 等，且被媒體稱為「商界橋王」、「奇蹟創造者」等。2019年3月，他獲委任為聯合國兒童基金會香港委員會總幹事。2020年，因應新冠肺炎肆虐，他發起了「童你抗疫」衞生行動，為一萬戶居於劏房的基層家庭和兒童提供及時的抗疫物資和噴灑消毒自潔塗層。

### 其他發展
除了活躍於商界之外，陳立業自2016年起作多方面發展，在D100電台主持音樂節目《恩典時刻•點子音樂》，亦是新城電台《原味生活館》的嘉賓主持。
他獲香港城市大學委任為客座教授兼環球商業學系課程副主任，負責城大商學院環球商業工商管理學士課程。他又以香港理工大學中文及雙語學系的客座教授身份講授商業及行政管理等知識。同時在香港大學創意產業系的廣告和奢侈品營銷課程任教。另外他也在香港理工大學香港專上學院（HKCC）和香港大學專業進修學院教授市場管理學課程。而且他更是香港生產力促進局的專業培訓導師，並應香港會計師公會邀請寫其中一項商業管理的教科書。
其涉獵的範疇還包括寫作。陳立業曾於2013年9月24日至2015年3月31日在《香港經濟日報》A版撰寫專欄「職業特工貓」，又自2014年起在《明報》撰寫另一個專欄「立心筆良」。他也於2018年2月在明報開始一個新的管理和市務推廣專欄「跨界特工」。他更考獲香港專業導遊資格。
2021年，陳立業被委任為青年全球網絡（YGN）董事會主席。他也應邀加入紐約神學教育中心成為其中一位拓展顧問。

### 信仰和音樂
陳立業本身是一名基督徒。他經常會到本地宗教機構，教會或美國，加拿大，澳洲等地的華人社區舉行巡迴音樂音樂佈道會。為紀念參與福音音樂製作廿五年，陳立業於2015年邀請了超過25名歌手和音樂人出席其個人分享會作表演嘉賓：「25+25 職業特工貓音樂會」，包括趙增熹、張家誠、轉捩點‬（盧基德、趙芬妮、張祥志、凌東成、陳秀蘭）、Michael Liang 與 Terence Leung@ZiON NOiZ、溫應鴻、徐偉賢、鄧婉玲、謝文雅、劉港源、黎家俊、鄭敬基、Michael Chu、Ivorquent＠Frontline、Ben Tin＠TBM 以及白倩蘭等人。此外，亦發行過多張福音唱片宣揚福音。
2019年，加拿大溫哥華一個劇社祭作舍 Sacrificium Society Of Production 的編導Truman Chiu 改編了陳立業過去幾十年高低起跌人生的幾個重要片段，成為音樂舞台劇「愛 * 創傳奇」，並於10月13日在溫市Norman Rothstein Theatre上演兩場。他為此劇創作了主題曲，找來陳秀蘭填詞，黃安弘編曲監製，更邀請呂宇俊灌錄了一個合唱版。2020年，陳立業和藝人李璧琦應國際商龍聚賢分會的邀請，為他們舉辦的慈善活動「童您一起握Art手」籌款，活動對象為有特殊學習需要的學童。同年三月因應新冠肺炎疫情和John Laudon及一班基督徒歌手灌錄了一首歌曲《Homesick》。

### 其他資料
陳立業曾於1970年代麗的呼聲的兒童節目「荔園小天地」（由Sunny哥哥主持）中作唱歌演出。後來在1990年，陳在前名為「龍翔官立工業中學」的龍翔官立中學擔任了一個月的代課老師。期間認識了幾位同學，其中一位是香港男藝人蔡國威。

## 唱片專輯
| 專輯 # | 專輯名稱           | 發行年份 | 曲目 |
| ------ | ------------------ | -------- | --- |
| 1st    | 再見 ‧ 思想窄路    | 1992年   | 曲目 1. 心醉、心碎 2. Forever I'm Yours 3. 再見 ‧ 思想窄路 4. Jesus is Power |
| 2nd    | i                  | 1993年   | 曲目 1. 愛的影蹤 2. 永恆的祝福（合唱：陳立業、盧基德） 3. 美麗傳奇 （和唱：張祥志、盧基德、趙芬妮） 4. Black & White 5. I've Found Your Love |
| 3rd    | 轉捩點精選集       | 1995年   | 曲目 1. 轉捩點 2. 心靈的迴嚮 3. 只有你永恆的主 4. 超時空讚歌 |
| 4th    | 一個舊結他         | 1996年   | 曲目 1. 流浪客 2. 零時夜深 3. 孤獨的公路 4. 一個舊結他 |
| 5th    | Hey! Come Together | 2004年   | 曲目 1. 手 2. 重新開始 3. 告別感慨 4. Come Together... |
| 6th    | I Am Not Alone     | 2006年   | 曲目 1. 未會去想 2. 你知道嗎 3. 死黨 4. 從我眼內看到祢 5. 誰願記念 6. 袮的手 7. 一首唱不完的歌 8. 睡不了 9. 安慰我心 |
| 7th    | 在乎...袮          | 2009年   | 曲目 1. 在乎 2. El Shaddai (God Almighty) 3. 是祢 4. We are the Reason 5. 共証這一刻 6. 袮在我左右 7. 校友會 8. 最後唱一次 |
| 8th    | 不捨不棄           | 2011年   | 曲目 1. 不捨不棄 2. 小黑與Pinky 3. 彩虹下的約定 4. 本相（主唱：鄧婉玲） 5. To The Skies（合唱：陳立業、鄧婉玲） |
| 9th    | 人海中遇見袮       | 2015年   | 曲目 CD 1 1. 人海中遇見袮 2. 上帝早已預備 3. 念親恩 4. 小出走 5. 蒲公英讚歌 6. 遥遙期待 7. 不息歌唱 8. 愛的微信 9. 答謝你 10. 放下 11. 彩虹下的約定 12. 延續（Miss You） （合唱：Priscilla Cheng、陳立業） 13. 相信祂能夠 （合唱：陳立業、Ben Tin@TBM） CD 2 1. 手 2. 心醉、心碎 3. 永恆的祝福（合唱：陳立業、盧基德） 4. 美麗的傳奇 5. 愛的影踪 6. 告別感慨 7. 零時夜深 8. 流浪客 9. 重新開始 10. 睡不了 11. 未會去想 12. 是袮 13. 在乎 14. 彩虹下的約定 |

## 單曲
- 1989年：朝陽
- 1989年：三福之歌
- 1990年：全為耶穌（全港培靈會主題曲）
- 1991年：尋覓真路向（葛培理佈道大會主題曲）
- 2008年：同一個夢想 （四川汶川大地震）
- 2008年：DBS Service Song
- 2010年：Psalm 23，Psalm 1，The King of Love（收錄於《When God Whispers專輯中）
- 2010年：收割（收錄於《Follow Him》專輯中）
- 2014年：鑽石恆久遠（收錄於《名家手作》專輯中）
- 2015年：誠然（收錄於《跨越》專輯中）
- 2016年：跟主心意走（收錄於《恢復粵語敬拜 - 共建專輯（二）同心合意:》專輯中）
- 2018年：絕世好媽（長廂廝守）
- 2018年：活出愛（收錄於《恢復粵語社區歌 - 共建專輯（三）愛濤》專輯中）
- 2019年：愛 * 創傳奇
- 2020年：童您一起（李璧琦合唱）
- 2020年： Homesick（基督徒歌手）
- 2021年：仍是信

## 外部連結
- Lambert Chan 陳立業 Facebook （页面存档备份，存于）
- Lambert Chan 陳立業 老貓大本營 website （页面存档备份，存于）
- 陳立業 Instagram
- Lambert 陳立業 老貓日記 Blog （页面存档备份，存于）